# Flughafen Dschibuti

i7
i11
i13
Der Flughafen Dschibuti (arabisch مطار جيبوتي الدولي, französisch Aéroport International de Djibouti, IATA-Code: JIB, ICAO-Code: HDAM) ist der größte Verkehrsflughafen im ostafrikanischen Staat Dschibuti. Er liegt etwa vier Kilometer außerhalb der Hauptstadt Dschibuti. Im Jahr 2005 wurden etwa 133.000 Passagiere transportiert.

## Allgemein
Der Flughafen besitzt eine befestigte Start- und Landebahn mit einer Länge von 3150 Metern. Ein Instrumentenlandeanflug (ILS) auf Runway 27 ist möglich, auf die RWY 09 kann mittels VOR-Approach angeflogen werden. Die Parkmöglichkeiten des internationalen Flughafens reichen aus, um eine Boeing 747 unterzubringen. Der Airport hat täglich von 0 bis 24 Uhr geöffnet. Im Terminal befinden sich nur zwei Gates und eine Businesslounge.

## Militärische Nutzung
Südlich an den Flughafen angegliedert ist der militärische Teil des Flughafens, der von verschiedenen Truppen benutzt wird:
- Der Luftstreitkräfte Dschibutis, der Djiboutian Air Force mit ihren 250 Soldaten und 12 Flugzeugen.
- Das bis Anfang des Jahrtausends von der französischen Fremdenlegion betriebene Camp Lemonnier ist seit 2002 ein US-amerikanischer Standort mit rund 3500 Soldaten, der dem AFRICOM-Kommando in Stuttgart unterstellt ist. Von dort aus wurden große Teile der Luftunterstützung der Operation Enduring Freedom geleistet, heute sind vor allem Drohnen, auch für Einsätze mit gezielten Tötungen stationiert.[2]
- Die seit 1948 bestehende Base aérienne 188 Djibouti „Colonel Massart“ ist eine Einrichtung der Französischen Luftstreitkräfte. Fest stationiert sind hier seither Kampfflugzeuge wie A-1, F-100, Mirage IIIC oder zuletzt von 1988 bis 2002 die Mirage F1, die von verschiedenen Staffeln, seit 1978 der Escadron de chasse (EC) „Vexin“, die mehrfach ihre Nummer änderte, gestellt wurden. Als EC 4/33 rüstete sie 2001/2002 auf die Dassault Mirage 2000C/D um und wurde 2008 durch die EC 3/11 „Corse“ abgelöst. Diese tauschte 2011 ihre Mirage 2000C in Mirage 2000-5F um und gab ihre Mirage 2000D 2016 ab[3]. Hinzu kommt seit 1958 die Transportfliegerstaffel 88 (seit 1988 mit dem Traditionsnamen „Larzac“), die im Laufe der Jahre ebenfalls verschiedene Bezeichnungen führte, zuletzt als Escadron de transport. Sie betrieb eine Reihe verschiedener Flugzeugtypen wie die Ju 52 und gut 36 Jahre, von 1983 bis 2019, die C-160[4]. Seither betreibt die Staffel eine „Casa“ (CN-235). Seit 1963 gehören auch Hubschrauber zum Bestand der Staffel, zurzeit drei SA330.

- Neben den Hubschraubern der französischen Luft- und Weltraumkräfte liegt hier ein Detachment NH90 der Heeresflieger, Aviation légère de l’armée de Terre (DetALAT Djibouti). Zuvor war es bis 2025 ebenfalls mit SA330 ausgerüstet.[5]

Die amerikanischen Streitkräfte berichteten von Sicherheitsproblemen durch die Fluglotsen des Flughafens, entsprechende Berichte wurden im April 2015 durch eine Anfrage von amerikanischen Luftfahrtexperten bekannt.

## Fluggesellschaften
Der Flughafen Dschibuti wird von mehreren internationalen Fluggesellschaften angeflogen. Unter anderem vom Flughafen Charles-de-Gaulle ausgehend durch Air France oder von Dubai durch die Daallo Airlines. Turkish Airlines bietet viermal wöchentlich die Strecke Istanbul-Dschibuti-Mogadischu und zurück. Somit ist der Flughafen an zwei europäischen Flughäfen angebunden.

## Zwischenfälle
- Am 23. Juli 1969 wurden beide Motoren einer Douglas DC-3/C-47-DL der Air Djibouti (Luftfahrzeugkennzeichen F-OCKT) durch mehrfachen Vogelschlag von Kranichen demoliert, als in 300 Fuß (100 Metern) Höhe geflogen wurde. Den Piloten gelang eine Notwasserung vor der dschibutischen Küste, 14,5 Kilometer westnordwestlich von Khor Ambadu und 29 Kilometer westnordwestlich des Zielflughafens Dschibuti. Alle 4 Insassen, zwei Besatzungsmitglieder und zwei Passagiere, überlebten den Unfall.[8]

- Am 18. April 1973 stürzte eine Nord Noratlas 2501D der ruandischen Portalia Air Cargo (9XR-KH) beim Start vom Flughafen Dschibuti ab. Kurz nach dem Abheben kam es zu einem Triebwerksausfall, gefolgt von einem Strömungsabriss und dem Absturz nahe dem Startbahnende. Die Maschine sollte im Auftrag der ebenfalls ruandischen Wolfair (Wolf Air Transport) Fracht nach Kigali (Ruanda) bringen. Beide Piloten, die einzigen Insassen des Frachtflugs, überlebten schwer verletzt. Es handelte sich um die ehemalige 52+78 der Luftwaffe.[9][10]

- Am 17. September 1991 wurde eine Lockheed L-100-30 Hercules der Ethiopian Airlines (ET-AJL) bei der Rückkehr zum Flughafen Dschibuti in den Berg Mount Arey geflogen. Aufgrund von Problemen mit dem Bugfahrwerk war der Flug nach Dire Dawa abgebrochen worden. Alle 4 Besatzungsmitglieder wurden getötet.[11]

## Bilder

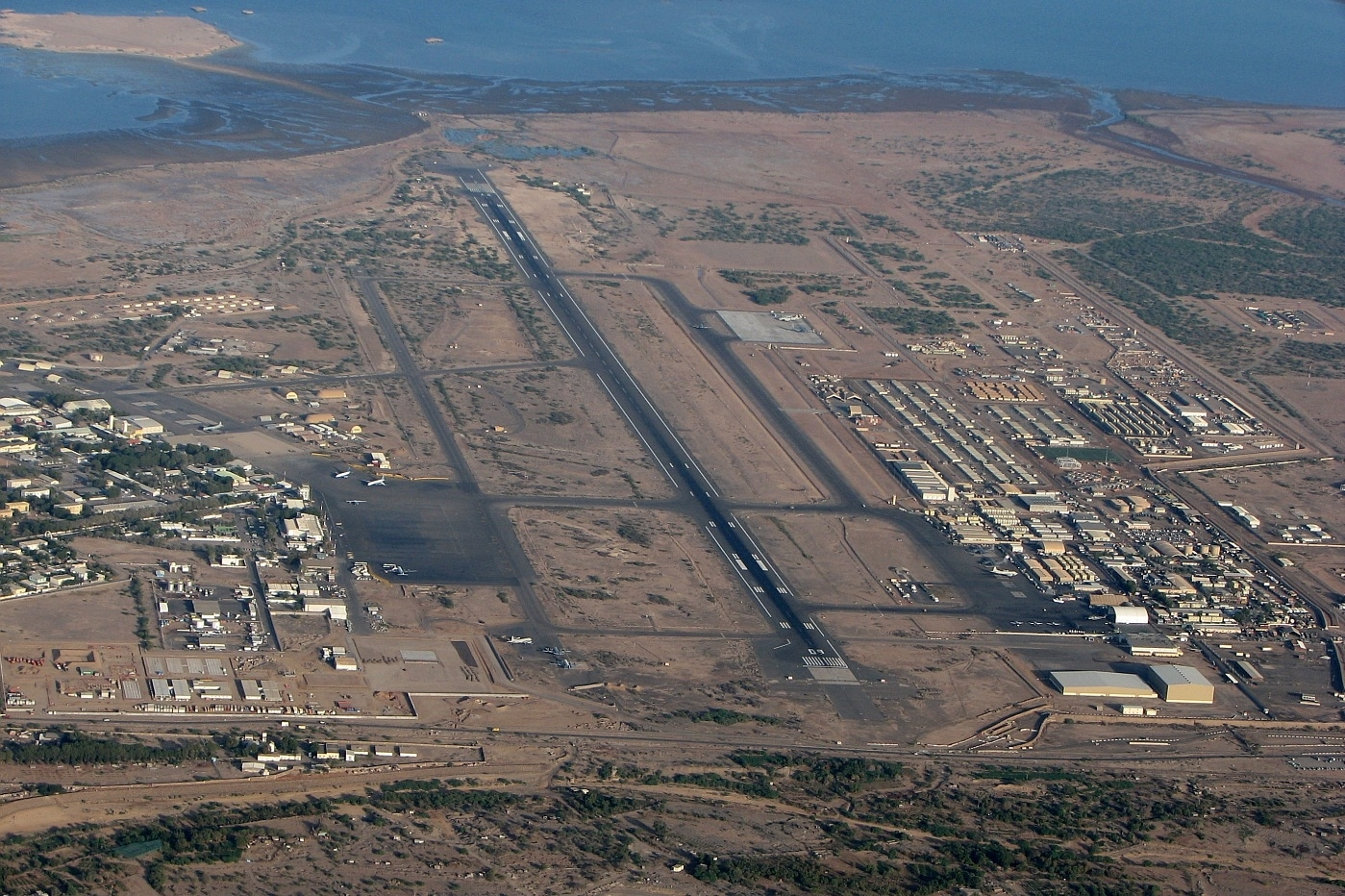
Blick von oben, 2011
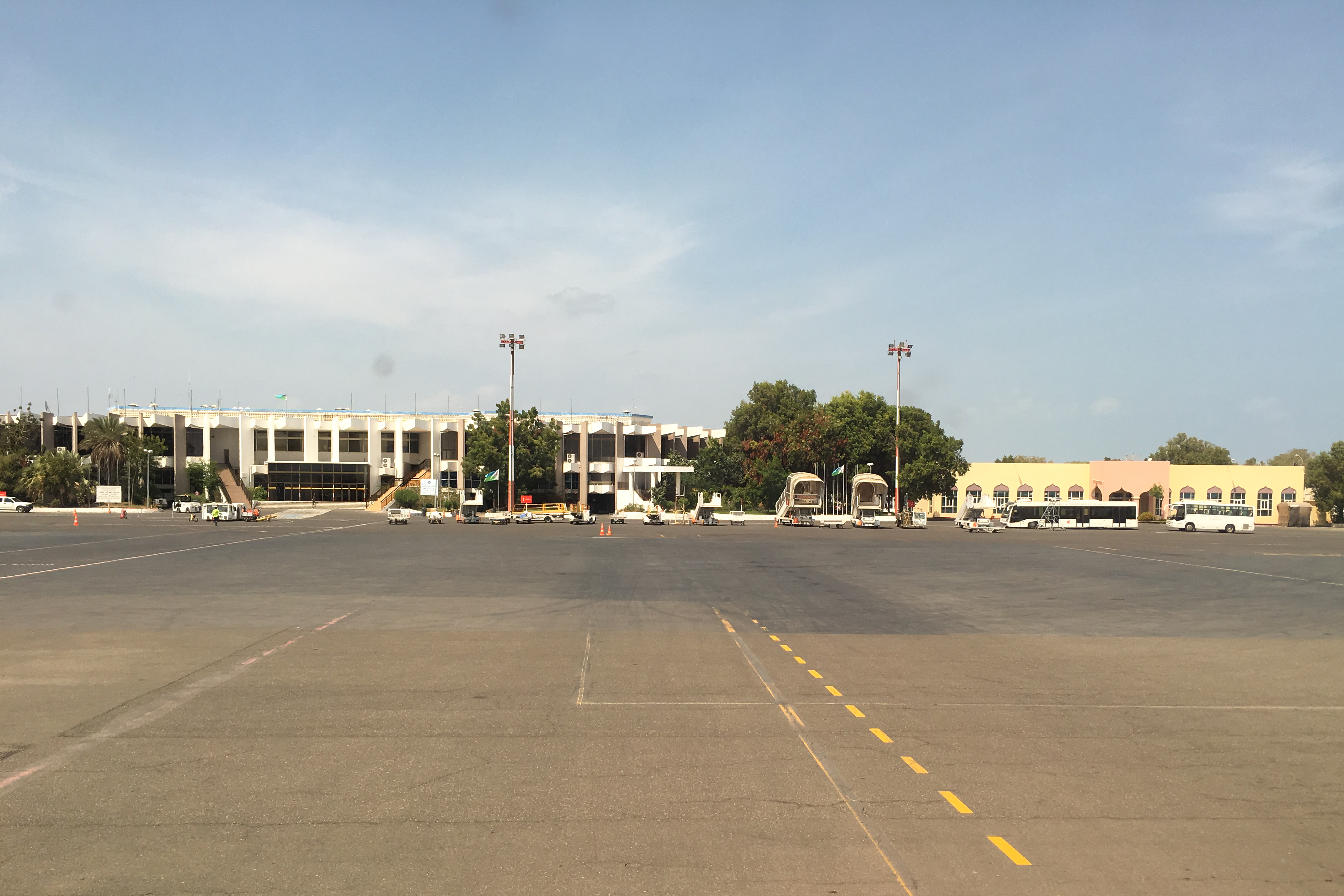
Blick vom Flugfeld, 2016
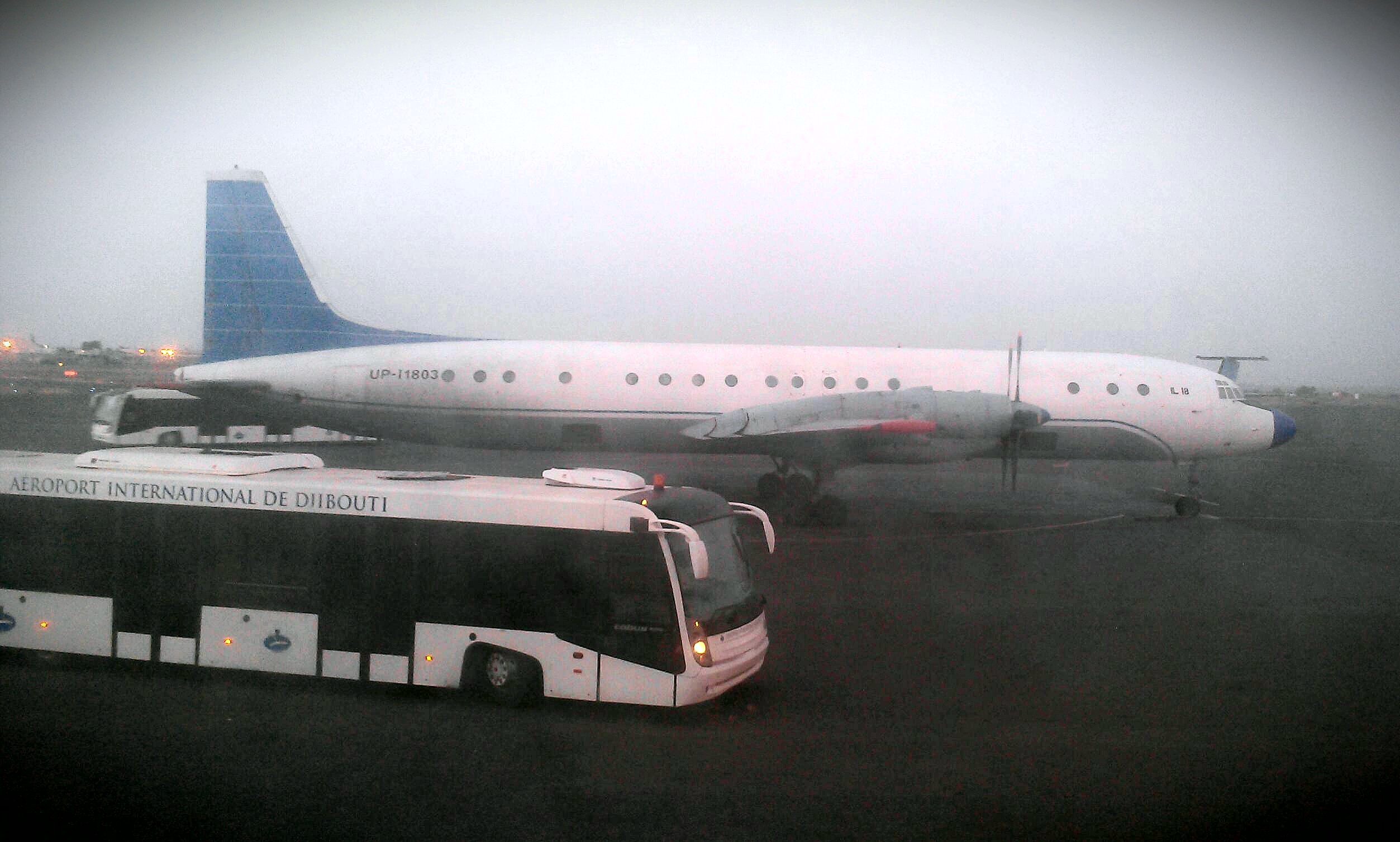
Flughafen, 2012